# Miguel Ángel García y Aráuz
Miguel Ángel García y Aráuz (* 8. Oktober 1911 in Guatemala-Stadt; † 28. Dezember 2003) war Bischof von Jalapa.

## Leben
Miguel Ángel García y Aráuz empfing am 6. Januar 1939 die Priesterweihe.
Pius XII. ernannte ihn am 16. Mai 1944 zum Weihbischof in Guatemala und Titularbischof von Sophene. Der Apostolische Nuntius in Guatemala und El Salvador, Giuseppe Beltrami, weihte ihn am 3. September desselben Jahres zum Bischof; Mitkonsekratoren waren Mariano Rossell y Arellano, Erzbischof von Guatemala, und Jorge García Caballeros, Bischof von Quetzaltenango, Los Altos.
Als Wahlspruch wählte er Spes mea in Deo est. Er nahm an allen Sitzungsperioden des Zweiten Vatikanischen Konzils teil. Der Papst ernannte ihn am 30. April 1951 zum Bischof von Jalapa. 1979 gründete er – zusammen mit Ángela Eugenia Silva Sánchez – eine Gemeinschaft von Ordensschwestern, die Congregación Marta y María.
Am 29. Januar 1987 nahm Johannes Paul II. seinen altersbedingten Rücktritt an.